# Tondela (freguesia)
Tondela is een plaats (freguesia) in de Portugese gemeente Tondela en telt 3935 inwoners (2001).